# Robert de Sancerre
Robert de Sancerre († entre septembre 1371 et janvier 1372), chevalier, capitaine d'une compagnie de gendarmes, seigneur de Menetou, fils cadet du comte Louis II et de Béatrix, fille de Jean V de Pierrepont comte de Roucy ; frère du futur comte Jean III, de Louis de Sancerre, futur Connétable de France  et d’ Étienne de Sancerre, seigneur de Vailly.

## Biographie
Il est orphelin de père qui fut tué en 1346 à la bataille de Crécy. 
En 1364, Robert, aux côtés de ses frères, repoussa et détruisit une compagnie menée par le capitaine anglais Jean Aymery qui voulait s'emparer du château et de la ville de Sancerre. 
Robert de Sancerre, chevalier, fit montre à Chalons, le 7 avril 1368.
En 1369, il se trouve à La Roche-Posay en Poitou, avec Jean de Vienne, Jean de Bueil, Guillaume des Bordes..., et sept cents combattants, lorsque son frère Louis, alors Maréchal de France, y vint pour préparer l'attaque surprise de la troupe de comte de Pembroke alors au repos à Puy néron.
Début septembre 1369-1370, l'armée du comte de Pembroke, Hugh de Claverly, Louis d'Harcourt († 1388), vicomte de Châtellerault, et les seigneurs poitevins du parti anglais, forte de 600 lances, 300 archers et de 1500 autres fantassins, reprend l'offensive. Alors que l'Anjou est saccagée, Robert commande la défense de Saumur.  Les troupes anglaises vinrent assiéger cette dernière.  Il résista puis reçut environ 600 hommes en renfort, amenés par le capitaine Jean III de Bueil, famille qui sera plus tard parente des comtes de Sancerre. Avec ces derniers, Robert repoussa les Anglais en dehors des faubourgs, mais Les Ponts-de-Cé et l'Abbaye de Saint-Maur sur Loire tombèrent en leur pouvoir.  
Fin 1369, il est présent au siège de Belleperche sous le commandement de Louis II de Bourbon.
Robert de Sancerre est fait chevalier en 1371. 
Robert de Sancerre fait montre avec neuf chevaliers dont André, Andri ou Andrieu de Prie le 1er mai 1371.
Le 27 août 1371, il est retenu par lettre royale pour la garde et la défense du pays de Limousin avec le commandement de 90 hommes d'armes. Il passa montre de sa compagnie de 9 chevaliers bacheliers et quatre-vingt écuyers le 1er septembre 1371 à Pierre-Buffière. Robert donne quittance à Jean le Mercier, trésorier des guerres, de la somme de 1 500 livres tournois, en prêt sur ses gages et ceux de neuf chevaliers et 50 écuyers de sa compagnie, pour service de guerre en Limousin, le 12 septembre 1371 à Bourges ,. Il est relevé le 13 octobre 1371 par Pierre de Mornay, seigneur de la Ferté Nabert.
Il est probablement mort fin 1371 en guerroyant. En effet, lors d'une montre faite le 15 janvier 1372, au Château d'Aisse en Limousin, la plupart de ses chevaliers et écuyers sont passés dans la compagnie de son frère le Maréchal de Sancerre. 
Il est enterré en l'église Notre-Dame de Sancerre.

## Détails de sa vie
Roger d’Aubusson servit sous ses ordres en 1370 et 1371. 